# دیوید کین (کمیک)
دیوید کین (به انگلیسی: David Cain) یک شخصیت خیالی در کتاب‌های کامیک آمریکایی منتشر شده توسط دی‌سی کامیکس است. این شخصیت توسط نویسنده کلی پاکت و طراح دیمین اسکات خلق شده‌است که برای اولین بار در شمارهٔ ۵۶۷ از مجموعه کمیک بتمن (ژوئیه ۱۹۹۹) حضور پیدا کرد. او یکی از اعضای جامعه حشاشین و از مرگبارترین آدمکش‌های جهان به‌شمار می‌رود. کین همچنین پدر کاساندرا کین (که بعدها نقش یکی از چندین شخصیت بت‌گرل را ایفا نمود)، از لیدی شیوا است.